# Nocellas
Nocellas est un village de la province de Huesca, situé dans la Ribagorce, sur la commune d'Isábena. Il a compté jusqu'à 64 habitants en 1930 mais est inhabité depuis la fin des années 1970. L'église Sainte-Marie, qui remonte au début du XIe siècle, est en ruines.